# Alpha Tauri: missione n. 92
Alpha Tauri: missione n. 92 (Alton's Unguessable) è un romanzo di fantascienza dello scrittore statunitense Jeff Sutton pubblicato nel 1970.
Il titolo originale Alton's Unguessable, traducibile come "L'inconcepibile di Alton", prende il nome da uno dei membri dell'equipaggio, tale Alton Yozell, che nel romanzo afferma che l'equipaggio non è capace a immaginare una forma di vita superiore con caratteristiche diverse da quelle percepibili fisicamente.

## Trama
(Jeff Sutton, Alpha Tauri: missione n. 92)
L'astronave Alpha Tauri, novantaduesima missione di esplorazione dell'Impero, attracca sul pianeta Krado 1. Il telepate membro dell'equipaggio, Roger Keim, intuisce la presenza di un terribile pericolo in agguato, anche se non vi sono tracce di vita intelligente o di rischi. Inspiegabilmente però gli unici esseri viventi sono degli uccelli simili a gabbiani e dei piccoli roditori, mentre non è presente nessuna altra ogni altra forma di vita, compresi gli insetti. Keim sconsiglia la permanenza sul pianeta, senza però addurre valide spiegazioni perciò Myron Kimbrough, il capo scienziato, decide di iniziare l'esplorazione, seppure con alcune accortezze. Ben presto risulta che i gabbiani sono dotati di un inspiegabile intuito che li porta lontano dall'invisibile ma letale campo di forza eretto a protezione dell'astronave. La morte improvvisa di un membro dell'equipaggio e la scoperta di un antico tempio, vestigia di una civiltà estintasi senza spiegazione scientifica, non bastano a far interrompere la missione. Durante un'esplorazione il tempio crolla pochi istanti prima di essere visitato da una squadra di studiosi, tempestivamente salvati da Keim che, grazie a una premonizione, ne impedisce loro l'ingresso.
Il giorno dopo Lara Kamm, l'esperta in culture aliene, vuole indagare tra le rovine ma la foresta intorno a lei prende vita e una misteriosa forza devasta gli alberi tentando di ucciderla. Keim, presente lì vicino, accorre in aiuto della donna e, intuendo che gli uccelli fungono da occhi per un misterioso essere telepatico, li abbatte permettendo loro di rientrare sull'astronave. Una volta a bordo e ripartiti in tutta fretta, Keim scopre che alcuni uccelli, introdotti a bordo da uno scienziato posseduto dall'entità, stanno man mano aiutando l'entità a insediarsi nelle menti dell'equipaggio e a decimarlo. Keim, con l'aiuto di Lara, che si scopre essere anche lei dotata di poteri telepatici, si mette in contatto con l'entità. L'alieno si chiama Uli ed è l'unico sopravvissuto di una millenaria razza, oramai estinta, che ha come scopo la conquista dell'universo, i "Qua". Il piano prevederebbe, una volta assunto il controllo della nave, di dirigerla verso la zona più popolata dell'universo dove Uli sarebbe in grado di introdursi nelle menti di milioni di uomini e di uccidere tutti restanti esseri viventi a lui non utili. Keim intuisce i punti deboli di Uli: la paura della morte e l'impossibilità dirigere la sua potenza senza la chiara visualizzazione dei bersagli attraverso la vista dei suoi schiavi. Keim e Lara arrestano la violenza di Uli minacciando di distruggere la nave, e riescono a scovare il corpo dell'alieno nascosto a bordo. Uli si presenta come un piccolo uovo ma senza l'aiuto dei suoi schiavi che vedono al posto suo, è indifeso. Keim grazie al suo potere telepatico scova Uli e lo uccide salvando così l'umanità dall'immane pericolo seppure a caro prezzo, essendo stati quasi tutti i membri dell'equipaggio uccisi. Lara e Keim si scoprono alla fine, innamorati l'uno dell'altra.

## Personaggi
Roger KeimIl telepate della missione. Originario di Klasner, il secondo pianeta della stella Korak. intuisce subito il pericolo nascosto sul pianeta Krado 1 ed è l'unico in grado di fronteggiarne la minaccia.
UliUltimo sopravvissuto di una razza di potentissimi e semi-immortali, i "Qua", la cui galassia si era esaurita. Si è rifugiato cinquantamila anni prima sul pianeta Krado 1, dopo averne estinto quasi tutti gli esseri viventi. Vuole colonizzare l'universo.
Lara KammEsperta di culture straniere, scopre di essere una telepate ma non vuole divulgare la notizia paura di essere emarginata dai colleghi. Il suo potere tornerà utile nella lotta contro l'alieno Uli. Si innamora, ricambiata, di Keim.
Capitano WoonIl comandante dell'Alpha Tauri, di carattere deciso e votato allo spazio.
Myron KimbroughIl capo scienziato, su cui pesa la responsabilità di tutta la missione.
Harlan Duvalpsico-medico, uno dei pochi membri dell'equipaggio sopravvissuti.
Sam GrossettL'anziano chimico.
Alton YozellUno dei biologi a bordo dell'Alpha Tauri.
Robin MartellBiologa.
ArdenAstro-filosofo.
Ross JanikIl primo navigatore dell'astronave.
Lloyd KramerIl secondo navigatore.
Paul RayfieldFisico.
WeberIl primo membro dell'equipaggio a essere ucciso da Uli.
Karl BorcherEcologo.
Ivor BascombBotanico.
Burl AshfordGeologo.
Henry FongLo storiografo a bordo dell'Alpha Tauri.
Hester KaneIl linguista assegnato alla missione.

## Edizioni
- (EN) Jeff Sutton, Alton's Unguessable, 1ª ed., New York, Ace Books, 1970.
- Jeff Sutton, Alpha Tauri: missione n. 92, traduzione di Mario Galli, Urania, vol. 573, Mondadori, 1971,  p. 168.
- Jeff Sutton, Alpha Tauri: missione n. 92, in Millemondiestate 1982: Tre romanzi completi di Jeff Sutton, Urania Millemondi, vol. 21, Mondadori, 1982,  p. 480.